# Reinhard Hanauer
Reinhard Hanauer (* vor 1468 in Babenhausen; † 1529) war ein außerehelicher Sohn des Grafen Philipp I., des Älteren, von Hanau-Lichtenberg. Die Identität der Mutter ist nicht überliefert.
1512 wirkte er bei der Errichtung der Vormundschaft für Philipp II. von Hanau-Münzenberg mit. Er entstammte wohl einer nachehelichen Verbindung seines Vaters, dessen Ehefrau, Anna von Lichtenberg, 1472 verstorben war.
1468–1511 ist Reinhard Hanauer als Pfarrer von Ober-Roden nachgewiesen. Er war Propst zu Neuweiler und bei seinem Tod 1529 (auch) Domherr in Worms.